# Бромид олова(IV)
Бромид олова(IV) — неорганическое соединение, соль металла олово и бромистоводородной кислоты с формулой SnBr4, бесцветные (белые) гигроскопичные кристаллы, образует кристаллогидрат.

## Получение
- Нагреванием брома с металлическим оловом:

{\displaystyle {\mathsf {Sn+2Br_{2}\ {\xrightarrow {60^{o}C}}\ SnBr_{4}}}}
- или с дибромидом олова:

{\displaystyle {\mathsf {SnBr_{2}+Br_{2}\ {\xrightarrow {T}}\ SnBr_{4}}}}

## Физические свойства
Бромид олова(IV) образует бесцветные, слегка дымящие на воздухе кристаллы моноклинной сингонии, пространственная группа P 21/c, параметры ячейки a = 1,059 нм, b = 0,710 нм, c = 1,066 нм, β = 103,9°, Z = 4.
Растворяется в воде, из раствора выделяется в виде кристаллогидрата SnBr4•4H2O.
Медленно окисляется кислородом воздуха, поэтому хранят бромид олова в запаянных ампулах.
С аммиаком и эфиром образует аддукты вида SnBr4•2NH3 и SnBr4•2(C2H5)2O.

## Химические свойства
- Медленно окисляется кислородом воздуха:

{\displaystyle {\mathsf {SnBr_{4}+O_{2}\ {\xrightarrow {}}\ SnO_{2}+2Br_{2}}}}
- Водные растворы при длительном стоянии или кипячении частично гидролизуются:

{\displaystyle {\mathsf {SnBr_{4}+6H_{2}O\ \rightleftarrows \ H_{2}[Sn(OH)_{6}]+4HBr}}}
- Из водных растворов, насыщенных HBr, выделяется гексабромооловянная кислота:

{\displaystyle {\mathsf {2SnBr_{4}+2HBr\ \rightleftarrows \ H_{2}[SnBr_{6}]}}}
которая образует кристаллогидрат H2[SnBr6]•8H2O.
- С бромидами щелочных металлов образуют  гексабромостаннаты:

{\displaystyle {\mathsf {SnBr_{4}+2NaBr\ \rightleftarrows \ Na_{2}[SnBr_{6}]}}}